# Dady Pereira
Eduardo Fernando Pereira Gomes (Lisboa, Portugal, 13 de agosto de 1981), más conocido como Dady, es un exfutbolista que jugaba como delantero, cuyo último club fue el Futebol Benfica. Tiene la nacionalidad caboverdiana, por ello jugó con su selección nacional.

## Clubes
| Club                            | País     | Año       |
| ------------------------------- | -------- | --------- |
| Sporting C. P. B                | Portugal | 2000-2001 |
| C. A. Aldenovense               | Portugal | 2001-2002 |
| Odivelas F. C.                  | Portugal | 2002-2005 |
| G. D. Estoril Praia             | Portugal | 2005      |
| C. F. Os Belenenses             | Portugal | 2006-2007 |
| C. A. Osasuna                   | España   | 2007-2010 |
| Bucaspor                        | Turquía  | 2010      |
| S. C. Olhanense                 | Portugal | 2011-2012 |
| Apollon Limassol                | Chipre   | 2012-2013 |
| Shanghái Shenhua                | China    | 2013      |
| Xinjiang Tianshan Leopard F. C. | China    | 2014      |
| Atlético C. P.                  | Portugal | 2014-2015 |
| Futebol Benfica                 | Portugal | 2015-2016 |